# Tachina Peeters
Tachina Peeters (Bonheiden, 27 mei 1997) is een Belgisch gymnaste, actief in het tumbling. In 2021 werd ze Europees kampioene te Sotsji.  

## Levensloop
Peeters begon met gymnastiek op haar twee-en-een-halfde jaar. Op haar elfde behaalde ze een achtste plaats op het Belgisch Kampioenschap artistieke gymnastiek. Hierna raadde haar coach haar aan om over te schakelen naar tumbling.
Dankzij haar zesde plaats op het wereldkampioenschap in het Deense Odense in 2015, mocht ze deelnemen aan de Wereldspelen in het Poolse Wrocław, waarmee ze de eerste Belgische gymnaste was die hier in slaagde in deze discipline.  Aldaar kwalificeerde ze zich in de voorrondes met een 6de plaats, in de finale behaalde ze 69.200 punten waardoor ze net naast het podium viel met een vierde plaats.
In 2021 werd ze Europees kampioene in het Russische Sotsji. Eerder behaalde ze in 2016 in het Spaanse Valladolid en in 2018 in het Azerbeidzjaanse Bakoe een vierde plaats op een EK, evenals in 2018 op het WK in het Russische Sint-Petersburg. Tevens won ze in 2021, samen met Evi Milh en Laura Vandevoorde, brons in de teamfinale van het EK tumbling. In Bakoe, nam ze deel aan het wereldkampioenschap. Hier won ze samen met Sofie Rubbrecht, Laura Vandevoorde en Louise Van Regenmortel  met een score van 98.400 de zilveren medaille. Zelf behaalde ze individueel een bronzen medaille met een score van 66.500; ze moest enkel de Britse Megan Kealy (67.800) en de Franse Lucia Tumoine (66.800) voor zich laten.
Op het EK van 2022 in het Italiaanse Rimini behaalde ze samen met Sofie Rubbrecht, Laura Vandevoorde en Evi Milh brons in de teamfinale, evenals op het EK van 2024 in het Portugese Guimarães. Ditmaal vormde ze er een team met Louise Van Regenmortel, Evi Milh en Sara Neyrinck.

## Resultaten
| Senior | Senior                            | Senior        |
| ------ | --------------------------------- | ------------- |
| 2021   | Wereldkampioenschap               | (individueel) |
| 2021   | Wereldkampioenschap               | (team)        |
| 2021   | Europees kampioen 2021            | Goud          |
| 2019   | Wereldkampioenschap               | 33            |
| 2018   | Belgisch Kampioenschap            | Goud          |
| 2018   | Vlaams kampioenschap              | Goud          |
| 2018   | Europees Kampioenschap Baku       | 4e            |
| 2018   | Provinciale voorronde (Antwerpen) | Goud          |
| 2018   | Provinciale voorronde (ovl-wvl)   | Brons         |
| 2018   | Provinciale voorronde (vl.B- Lim) | Goud          |
| 2017   | Frans team kampioenschap          | Goud          |
| 2017   | Wereldkampioenschap Bulgarije     | 6e            |
| 2017   | World Cup Spanje                  | Zilver        |
| 2017   | World Cup Portugal                | 6e            |
| 2017   | Wereldspelen                      | 4e            |
| 2017   | Belgisch Kampioenschap            | Brons         |
| 2017   | Masters Frankrijk                 | Goud          |
| 2017   | Vlaams Kampioenschap              | 8e            |
| 2017   | Provinciale Voorronde             | Brons         |
| 2017   | Provinciale Voorronde (WVL-OVL)   | Goud          |
| 2017   | Provinciale Voorronde (ANT)       | Goud          |
| 2016   | Kempen Cup                        | Goud          |
| 2016   | Frans Kampioenschap               | Zilver        |
| 2016   | World Cup                         | 5e            |
| 2016   | Scalabis Cup                      | Goud          |
| 2016   | Europees Kampioenschap            | 4e            |
| 2016   | Belgisch Kampioenschap            | Goud          |
| 2016   | Vlaams Kampioenschap              | Goud          |
| 2016   | Provinciale Voorronde (LIM-VL-BR) | Goud          |
| 2016   | Provinciale Voorronde (ANT)       | Goud          |
| 2016   | Provinciale Voorronde (OVL- WVL)  | Goud          |
| 2015   | World Cup Portugal                | Zilver        |
| 2015   | Wereldkampioenschap Denemarken    | 6e            |
| 2015   | Word Cup Frankrijk                | 10e           |
| 2015   | Antwerp Cup                       | Goud          |
| 2015   | Belgisch Kampioenschap            | Goud          |
| 2015   | Provinciale Voorronde (ANT)       | Goud          |
| 2015   | Vlaams Kampioenschap              | Goud          |

## Prijzen
- 2016: Bronzen Putteling[18]